# Ardisia alutacea
Ardisia alutacea är en viveväxtart som beskrevs av Cheng Yih Wu och C. Chen. Ardisia alutacea ingår i släktet Ardisia och familjen viveväxter. Inga underarter finns listade i Catalogue of Life.